# Solinair
Solinair d.o.o. Sečovlje è una compagnia aerea cargo slovena con sede a Pirano. Il suo quartier generale è nell'Aeroporto di Portorose il quale si trova in frazione comunale di Sicciole, richiamato nella ragione sociale (Sečovlje, endonimo di Sicciole). La compagnia opera prevalentemente voli cargo per conto di varie aziende di trasporto e servizi logistici (tra le altre la DHL) e charter e gestisce anche una scuola di volo.
L'azienda fu fondata nel 1991 e a parte Portorose ha i suoi hub presso l'aeroporto di Lubiana-Brnik.

## Storia
La compagnia aerea è stata fondata e ha iniziato le operazioni nel 1991.
Nel 2008, Solinair è stata acquisita dalla turca MNG Airlines.
Nel luglio 2015, Solinair ha dismesso l'intera flotta. Mentre una Saab 340 è stato restituito al suo locatore, due Boeing 737-400F sono stati venduti per ragioni sconosciute. Da settembre 2015, Solinair opera con due Airbus A300F.

## Destinazioni
Solinair opera voli cargo tra Europa, Africa e Medio Oriente.

## Flotta

### Flotta attuale
A dicembre 2022 la flotta di Solinair è così composta:

### Flotta storica
Solinair operava in precedenza con i seguenti aeromobili:
- Boeing 737-400F
- Let L 410
- Saab 340